# Akiko Kimura
Akiko Kimura (木村 亜希子 Kimura Akiko?) es una seiyū que nació el 28 de junio de 1971 en Fukui, Japón.

## Roles interpretados
El orden de esta lista es personaje, serie
- Ann Tachibana The Prince of Tennis
- Aoko Aozaki, Tsukihime
- Biske y Mito Freecss, Hunter x Hunter
- Ninomai Kisaragi, Happy Lesson
- Megaman, MegaMan NT Warrior/MegaMan Battle Network: Legacy Collection
- Ruca Milda, Tales Of Innocence
- Vanessa Walsh, Trinity Blood
- Youko Sagisawa, Mai-HiME
- Princesa Giselle, Enchanted (Doblaje Japonés)
- Fei Rune, Inazuma Eleven GO
- Tomoko Takahashi, Tari Tari